# Забратівка
Забратівка (пол. Zabratówka) — розташоване на Закерзонні село в Польщі, у гміні Хмельник Ряшівського повіту Підкарпатського воєводства.
Населення — 727 осіб (2011).

## Історія
Вперше село згадується в 1683 р., як власність Браницьких село входило до Тичинської округи Перемишльській землі Руського воєводства.
За даними шематизмів українці-грекокатолики належали до парафії Залісє Каньчузького деканату Перемишльської єпархії.
Відповідно до «Географічного словника Королівства Польського» в 1895 р. Забратівка знаходилась у Ряшівському повіті Королівства Галичини і Володимирії, було 109 будинків і 570 мешканців, з них 300 греко-католиків, 244 римо-католики і 26 юдеїв.
У міжвоєнний період село входило до ґміни Гижне Ряшівського повіту Львівського воєводства Польщі.
У 1975-1998 роках село належало до Ряшівського воєводства.

## Демографія
Демографічна структура станом на 31 березня 2011 року:
|          | Загалом | Допрацездатний вік | Працездатний вік | Постпрацездатний вік |
| -------- | ------- | ------------------ | ---------------- | -------------------- |
| Чоловіки | 375     | 94                 | 238              | 43                   |
| Жінки    | 352     | 82                 | 182              | 88                   |
| Разом    | 727     | 176                | 420              | 131                  |